# Bryan Oviedo
Bryan Josué Oviedo Jiménez (nascut el 18 de febrer de 1990) és un futbolista de Costa Rica, que actualment juga amb el Real Salt Lake i la selecció de Costa Rica. Oviedo ha jugat anteriorment amb el Saprissa, el FC Copenhaguen i Nordsjælland.